# Ehlscheid
Ehlscheid település Németországban, Rajna-vidék-Pfalz tartományban. Lakosainak száma 1546 fő (2023. december 31.).

## Népesség
A település népességének változása:
| Lakosok száma | 814  | 1468 | 1480 | 1521 | 1550 | 1546 |
|               | 1975 | 2017 | 2019 | 2021 | 2022 | 2023 |